# Koffietafel

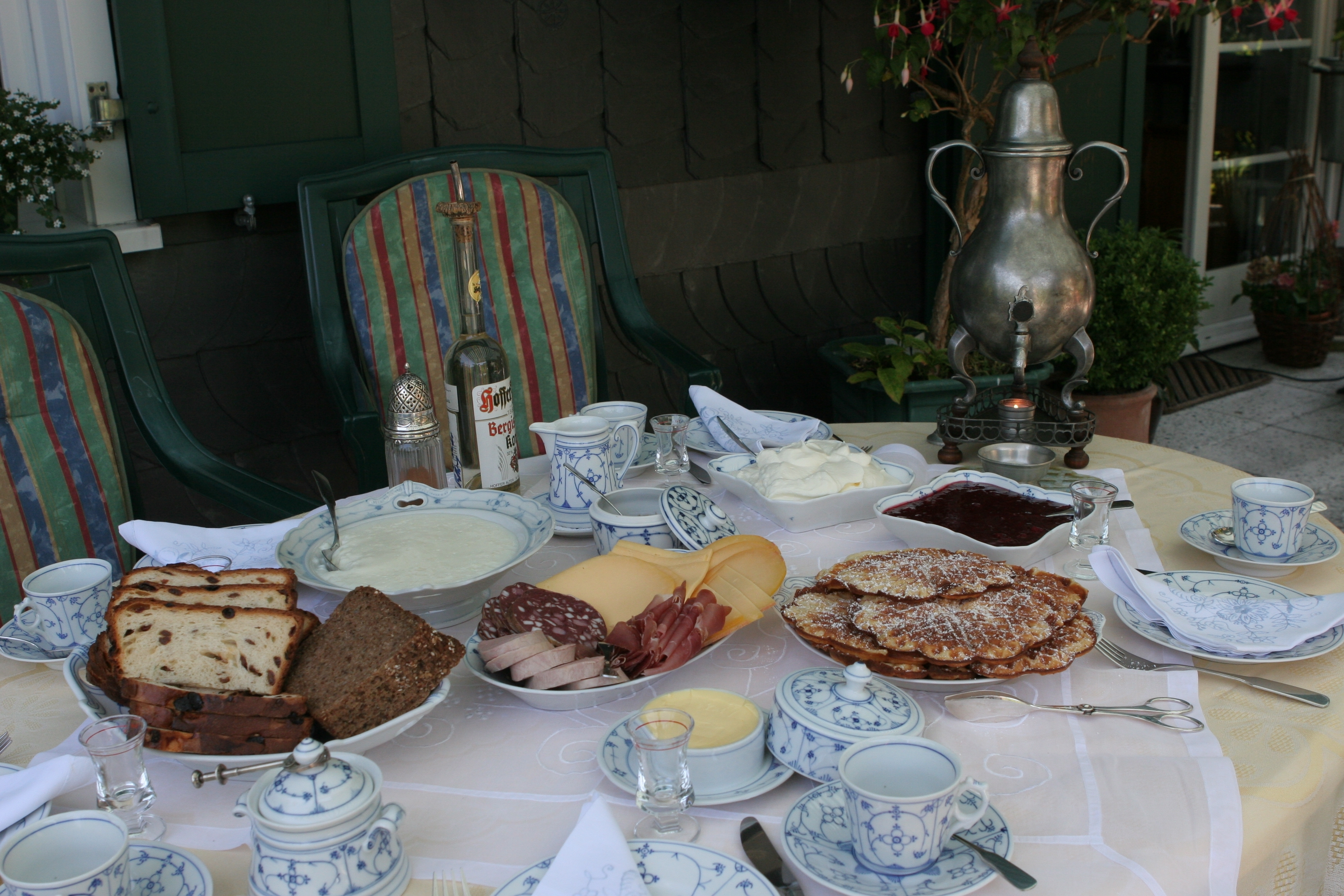
Bergse koffietafel met tinnen koffiekan en typische wafels

Een koffietafel is de benaming voor een begrafenismaaltijd. Met name in Noord-Brabant, Limburg en Vlaanderen zijn koffietafels gebruikelijk. Daarnaast kent ook het Bergse land een rijke traditie aan koffietafels. In andere streken van Nederland kende men soortgelijke rouwmaaltijden zoals een groevemaal (Drenthe) en udigst in Oldambt (Groningen).

## Historie
De oorsprong van de begrafenismaaltijd is terug te voeren op de Romeinen. Zij hadden op kerkhoven kleine keukentjes, 'culina' genaamd, waar gerechten werden klaargemaakt.

## Lage landen
Voordat de reformatie zijn intrede deed, had men in de Lage landen een rijkelijke rouwcultuur. Een begrafenisfeest duurde zo’n drie dagen waarbij er bier werd gedronken en uitgebreid gegeten werd. Het zogenaamde lijkmaal of groevemaal bestond meestal uit aardappelen, rijst, erwten, ham en gedroogde vis. Ook werden zogenaamde 'troostbollen' gegeten, beter bekend als krentenbol.
Op de dag van de uitvaart droegen de buren de overledene naar de kerk en begraafplaats en werd ondertussen een maaltijd klaargemaakt in het huis van de overledene. Na de uitvaart ging men naar het café om de overledene te herdenken. Doorgaans werd de koffietafel thuis gehouden, behalve als er te weinig ruimte was week men uit naar een zaal of café. De koffietafel had ook als functie de gasten die van ver kwamen, te sterken voor de lange terugweg naar huis, aangezien de reis vaak te voet was.
De protestantse Nederlandse overheid verbood allerlei rooms-katholieke gebruiken. Zo was het verboden om na een begrafenis een koffietafel bij te wonen.

## Regionale vormen

### Brabantse koffietafel
In Noord-Brabant wordt ook wel een koffietafel uitgebreid met nog andere etenswaren en in buffetvorm aangeboden. Deze overvloedige maaltijd zou gebaseerd zijn op de maaltijd die men opdiende aan de buren als men een varken had geslacht. De koffietafel bestaat vaak uit stevige soepen, verschillende soorten brood, worstenbrood, boerenmik, krentenmik, eierkoeken, mikkemannen, peperkoek, verse zuivelproducten, diverse vleeswaren en smeerwaren, zult en brandewijn met suiker. De Brabantse koffietafel zou zijn ontstaan ontstaan na 1900. In 1926 werd in Breugel een monument onthuld voor de schilder Pieter Breughel. Na afloop van de ceremonie werd in een herberg een maaltijd voorgezet in de sfeer van Breughels panelen.

### Bergse koffietafel
In het Bergse Land werden ook traditioneel koffietafels aangeboden, die in de 19e eeuw populair geworden zijn bij stadbewoners die uitjes op het platteland gingen maken. Meerdere typische Bergse gerechten, zoals Bergse wafels worden daarbij geserveerd.

### Limburgse koffietafel
Een traditionele Limburgse koffietafel bestaat uit koffie, soep, broodjes, vlaai en eventueel een warm gerecht, zoals een pasteitje. In Limburg waakten vroeger de buren bij de overledene en baden er de rozenkrans. Daarbij werd getrakteerd op koffie, vlaai, bier en brandewijn.

### Vlaamse koffietafel
De Vlaamse koffietafel, ook wel eens rouwmaaltijd genoemd, verschilt van streek tot streek. In Antwerpen en omgeving bestaat de koffietafel uit pistolets, sandwiches, vleeswaren, koffiekoeken, koffie, thee en fruitsappen. In andere streken is de koffietafel een warme maaltijd met bijpassende wijnen.

## Trivia
- De benaming koffietafel wordt tegenwoordig ook wel gebruikt voor een simpele broodlunch (ook wel twaalfuurtje) met koffie zoals de Friese koffietafel of koffie met cake.